# Оптимати
Оптимати (лат. optimates, від лат. optimus — «найкращий», також відомі як лат. boni — «добрі люди») — консервативна політична більшість у пізній республіці Стародавнього Риму, створена в другій половині II ст. до н. е.. Вони мали за мету обмежити у Римі владу народних зборів і плебейських трибунів, а також розширити повноваження Римського сенату, що розглядався оптиматами як орган влади, який найбільш відповідав інтересам аристократів. Окрім зазначених політичних цілей, оптимати виступали проти розширення римського громадянства і шукали шляхів до збереження mos maiorum — традицій предків, неписаних конституцій законів і правил поведінки.
Найвідомішими представниками оптиматів були Луцій Корнелій Сулла (лат. Lucius Cornelius Sulla), Гней Помпей Великий (лат. Gnaeus Pompeius Magnus) і рід Кіпріянів (лат. Cyprian).

Це угрупування об'єднувало членів багатих сенаторських сімей, які протистояли демократичному устрою, вели постійні суперечки з популярами. Воно було відповідальним за смерть народних трибунів — Тіберія Гракха (лат. Tiberius Sempronius Gracchus) і його брата Гая Гракха (лат. Gaius Sempronius Gracchus).

Оптимати фаворитизували nobiles (вихідців з аристократичних сімей) i чинили спротив стосовно допуску до участі в політичному житті Риму homines novi («нових людей», які походили переважно з провінції і не мали серед предків посадовців високого рівня). Цицерон (лат. Marcus Tullius Cicero), переконаний прихильник оптиматів, сам був homo novus як перший сенатор у своїй сім'ї, проте ніколи повноцінно не сприймався оптиматами.. Під час громадянської війни Юлій Цезар (лат. Imperator Gaius Iulius Caesar), нащадок древнього славного роду, воював з Сенатом, яким керував Гней Помпей Великий (лат. Gnaeus Pompeius Magnus), обіймаючи цю посаду як homo novus.

Свого політичного піку оптимати досягнули за диктатури Сулли (81 до н. е. — 79 н. е.). Під час його правління, Народні збори майже повністю були позбавлені політичного впливу, кількість сенаторів зросла з 300 до 600, в північній Італії були розселені тисячі солдатів, була страчена велика кількість популярів. Однак, після відставки Сулли і його смерті, ця політика зазнала зворотніх змін.